# Попов Валерій Сергійович (шахіст)
Валерій Сергійович Попов (рос. Валерий Сергеевич Попов; 10 вересня 1974, Ленінград) – російський шахіст, гросмейстер від 1999 року.

## Шахова кар'єра
У 1990-х роках брав участь майже виключно в турнірах, які проходили на теренах Росії. Серед успіхів можна відзначити Череповець (1997, 3-тє місце позаду Сергія Шипова i Валерія Гречишина), Санкт-Петербург (1998, посів 2-ге місце позаду Євгена Соложенкіна). У 1999 році переміг (разом з Валерієм Невєровим, Костянтином Чернишовим, Мілошом Їровським i Русланом Щербаковим) на турнірі за швейцарською системою в Пардубице, а також поділив 3-тє місце (позаду Сархана Гулієва i Олександра Хазіна, разом із, зокрема, Олександром Шнейдером i Денисом євсєєвим) на турнірі MK Cafe Cup B у Кошаліні. 2000 року посів 2-ге місце (позаду Бориса Іткіса) в Харкові, 2001 року здобув звання чемпіона Санкт-Петербурга, а також тричі поділив 1-ше місце: у Бидгощі (разом з Едуардасом Розенталісом i Олександром Полуляховим), Казані (фінал кубка Росії, разом з Валерієм Філіпповим), а також Санкт-Петербургу (турнір Білі ночі, разом з Олександром Вауліним).
У 2002 році переміг у Череповці, а також Новій Ладозі, a на турнірі Кубок Рілтона в Стокгольмі (2001/02) поділив 1-ше місце (разом з Євгеном Агрестом, Богданом Лалічем i Томом Ведбергом), крім того у 2005 році посів 1-ше місце в Петергофі, а також взяв участь у кубок світу, що відбувся в Ханти-Мансійську, де в 1-му колі поступився Олександрові Оніщуку. 2008 року поділив 1-ше місце (разом з Володимиром Бєловим i Фаррухом Амонатовим) на меморіалі Михайла Чигоріна в Санкт-Петербурзі, а також здобув у Варшаві срібну медаль чемпіонату Європи зі швидких шахів, крім того 2009 року посів 2-ге місце (позаду Бориса Грачова) на відкритому турнірі-фестивалі в Білі, а також поділив 1-ше місце в Воронежі (разом із, зокрема, Сергієм Волковим, Дмитром Бочаровим i Дмитром Кокарєвим).
Найвищий рейтинг Ело дотепер мав станом на 1 вересня 2009 року, досягнувши 2595 пунктів ділив тоді 44-45-те місце (разом з Максимом Туровим) серед російських шахістів.